# 극장판 Yes! 프리큐어5 거울 나라의 미라클 대모험!
《극장판 Yes! 프리큐어5 거울 나라의 미라클 대모험!》(일본어: 映画 Yes!プリキュア5 鏡の国のミラクル大冒険!)은 Yes! 프리큐어5의 극장판 애니메이션이다. 2007년 11월 10일 공개.

## 참고 자료
- “映画 『Yes!プリキュア5～鏡の国のミラクル大冒険!～』 公式サイト！”. 2021년 9월 5일에 확인함.